# Клинівська сільська рада (Голованівський район)
| Клинівська сільська рада — колишній орган місцевого самоврядування у Голованівському районі Кіровоградської області з адміністративним центром у с. Клинове. Сільській раді були підпорядковані населені пункти: - с. Клинове - с. Ковалівка |

## Склад ради
Рада складалася з 12 депутатів та голови.

### Керівний склад ради
| ПІБ                           | Основні відомості                                   | Дата обрання | Дата звільнення |
| ----------------------------- | --------------------------------------------------- | ------------ | --------------- |
| Горячковський Дмитро Павлович | Сільський голова, 1959 року народження, освіта      | 26.03.2006   | 31.10.2010      |
| Горячковський Дмитро Павлович | Сільський голова, 1959 року народження, освіта вища | 31.10.2010   |                 |

Примітка: таблиця складена за даними джерела

## Населення
Згідно з переписом УРСР 1989 року чисельність наявного населення сільської ради становила 1158 осіб, з яких 488 чоловіків та 670 жінок.
За переписом населення України 2001 року в сільській раді мешкало 945 осіб.

### Мова
Розподіл населення за рідною мовою за даними перепису 2001 року:
| Мова       | Відсоток |
| ---------- | -------- |
| українська | 96,39 %  |
| російська  | 3,61 %   |